# راشد الثالث بن حميد النعيمي

راشد بن حميد النعيمي

راشد الثالث بن حميد بن عبد العزيز بن حميد بن راشد النعيمي (1902 - 6 سبتمبر 1981)، الحاكم التاسع لإمارة عجمان، حكم من عام 1928 حتى وفاته عام 1981.

## حياته
يعتبر الشيخ راشد الثالث مؤسس إمارة عجمان الحديثة، إذ أسس شرطة عجمان عام 1967، وشارك في اجتماعات تكوين الاتحاد، ووقع على الدستور المؤقت يوم 2 ديسمبر 1971 وأصبحت عجمان في عهده جزء من دولة الإمارات العربية المتحدة وانضم هو كعضو إلى المجلس الأعلى للاتحاد،

## وفاته
توفي صباح يوم الأحد الموافق 6 سبتمبر 1981 إثر مرض العضال وخلفه في الحكم إبنه الشيخ حميد بن راشد النعيمي.

## أبناؤه
- الشيخ علي بن راشد النعيمي (توفي في 1990).
- الشيخة فاطمة (أم حاكم الفجيرة الحالي - متوفاة)
- الشيخ حميد (حاكم عجمان العاشر).
- الشيخ عبد الله (توفي في تاريخ 12-1-2013)
- الشيخ ناصر.
- الشيخة نيلا. (متوفاة)
- الشيخة شيخة.
- الشيخ عبد العزيز ( توفي في تاريخ 1993-3-6 الخامس عشر من رمضان ).
- الشيخ سعيد (  توفي في 26-02-2025 )
- الشيخ صقر.
- الشيخ حمدان.
- الشيخ سلطان.
- الشيخ محمد.
- الشيخ أحمد.
- الشيخة ميرة (حرم الشيخ سلطان بن سالم القاسمي)
- الشيخة عزة بنت راشد
- الشيخة علياء (حرم سمو الشيخ محمد بن ناصر بن حميد بن راشد النعيمي)
- الشيخة مريم(حرم الشيخ صلاح بن صقر بن سلطان النعيمي )
- الشيخة سلامة بنت راشد